# Malta op het Eurovisiesongfestival 1975
Malta nam deel aan het Eurovisiesongfestival 1975 in Stockholm, Zweden. Het was de 3de deelname van het land aan het Eurovisiesongfestival. PBS was verantwoordelijk voor de Maltese bijdrage voor de editie van 1975.

## Selectieprocedure
Uiteindelijk werd er gekozen om Renato naar Stockholm te sturen met het lied Singing this song.
De muziek werd geschreven door Sammy Galea en de tekst door Iris Misfud.

## Stockholm
In Stockholm moest Malta optreden als tiende, net na het Verenigd Koninkrijk en voor België. Op het einde van de puntentelling bleek Malta op een twaalfde plaats te zijn geëindigd met 32 punten.

### Gekregen punten

#### Finale
| 12 punten   | 10 punten     | 8 punten    | 7 punten                            | 6 punten    |
| ----------- | ------------- | ----------- | ----------------------------------- | ----------- |
|             |               | - Frankrijk | - België                            |             |
| 5 punten    | 4 punten      | 3 punten    | 2 punten                            | 1 punt      |
| - Luxemburg | - Zwitserland |             | - Noorwegen - Turkije - Joegoslavië | - Nederland |

### Punten gegeven door Malta

#### Finale
Punten gegeven in de finale:
| 12 punten | Nederland           |
| 10 punten | Italië              |
| 8 punten  | Verenigd Koninkrijk |
| 7 punten  | Frankrijk           |
| 6 punten  | Zwitserland         |
| 5 punten  | Luxemburg           |
| 4 punten  | Ierland             |
| 3 punten  | Duitsland           |
| 2 punten  | Zweden              |
| 1 punt    | Monaco              |